# Тёрнер, Ноэль
Ноэль Тёрнер (англ. Noel Turner; род. 9 декабря 1974, Слима) — мальтийский футболист, выступавший на позиции полузащитника.

## Биография
Всю свою карьеру провел в одном клубе — «Слима Уондерерс», за которую в чемпионате страны провел около 350 матчей. На протяжении долгих лет вызывался в сборную Мальты.

## Достижения

### Командные
- Чемпион Мальты (4): 1995/96, 2002/03, 2003/04, 2004/05.
- Обладатель Кубка Мальты (3): 2000, 2004, 2009.
- Обладатель Суперкубка Мальты (2): 2000, 2009.

### Личные
- Футболист года на Мальте (1): 2003.